# Кокон (альбом)
«Кокон» — студийный альбом Инны Желанной, изданный в 2009 году.

## Об альбоме
На очередном альбоме Инна Желанная сама занималась компьютерной аранжировкой, к которой ранее относилась с подозрением. В записи трёх песен участвовал басист группы King Crimson Трей Ганн, с которым Инна уже дважды сотрудничала в 2004—2005 годах. В 2010 альбом издан в США на лейбле 7d Media.

## Список композиций
В альбоме использованы русские народные песни Тверской, Смоленской, Архангельской, Белгородской и других областей.
| №   | Название    | Длительность |
| --- | ----------- | ------------ |
| 1.  | «Горе»      | 5:08         |
| 2.  | «Колодец»   | 6:02         |
| 3.  | «Ная-ная»   | 6:24         |
| 4.  | «Молодость» | 7:25         |
| 5.  | «Ты река»   | 6:48         |
| 6.  | «Пьяная»    | 6:38         |
| 7.  | «Павушка»   | 9:30         |
| 8.  | «Рано Рано» | 5:54         |
| 9.  | «Косец»     | 5:48         |
| 10. | «Манечка»   | 9:31         |

## Участники записи
- Инна Желанная — вокал, компьютерная аранжировка, примочки
- Трей Ганн — гитара Уорра (2, 6, 7)
- Павел Лапыгин — варган (9), горловое пение (10)
- Олег Маряхин — саксофон (6)
- Геннадий Лаврентьев — скрипка (3, 5, 8, 9), табла (5, 8, 9)
- Аркадий Марто — электроника (10)
- Маргарита Тагунова — голос (2)
- Сергей Калачев — мастеринг